# St. Burkard (Homburg am Main)

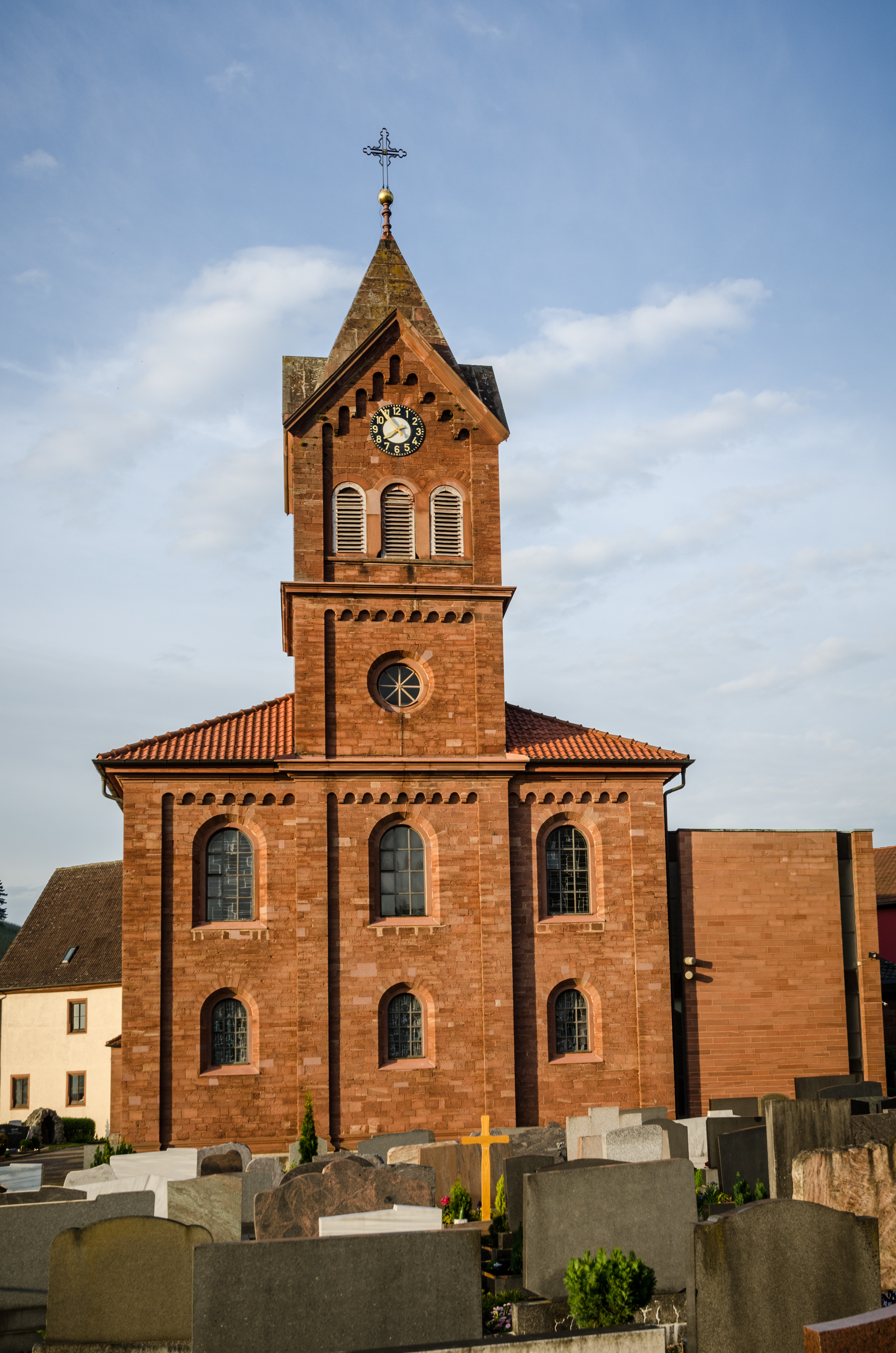
St. Burkard (Homburg am Main)

Die römisch-katholische denkmalgeschützte Pfarrkirche St. Burkard steht in Homburg am Main, einem Gemeindeteil des bayerischen Marktes Triefenstein im unterfränkischen Landkreis Main-Spessart. Das Bauwerk ist unter der Denkmalnummer D-6-77-154-4 als Baudenkmal in der Bayerischen Denkmalliste eingetragen. Die Pfarrei gehört zur Pfarreiengemeinschaft Erlenbach-Triefenstein (Triefenstein) im Dekanat Main-Spessart.

## Beschreibung

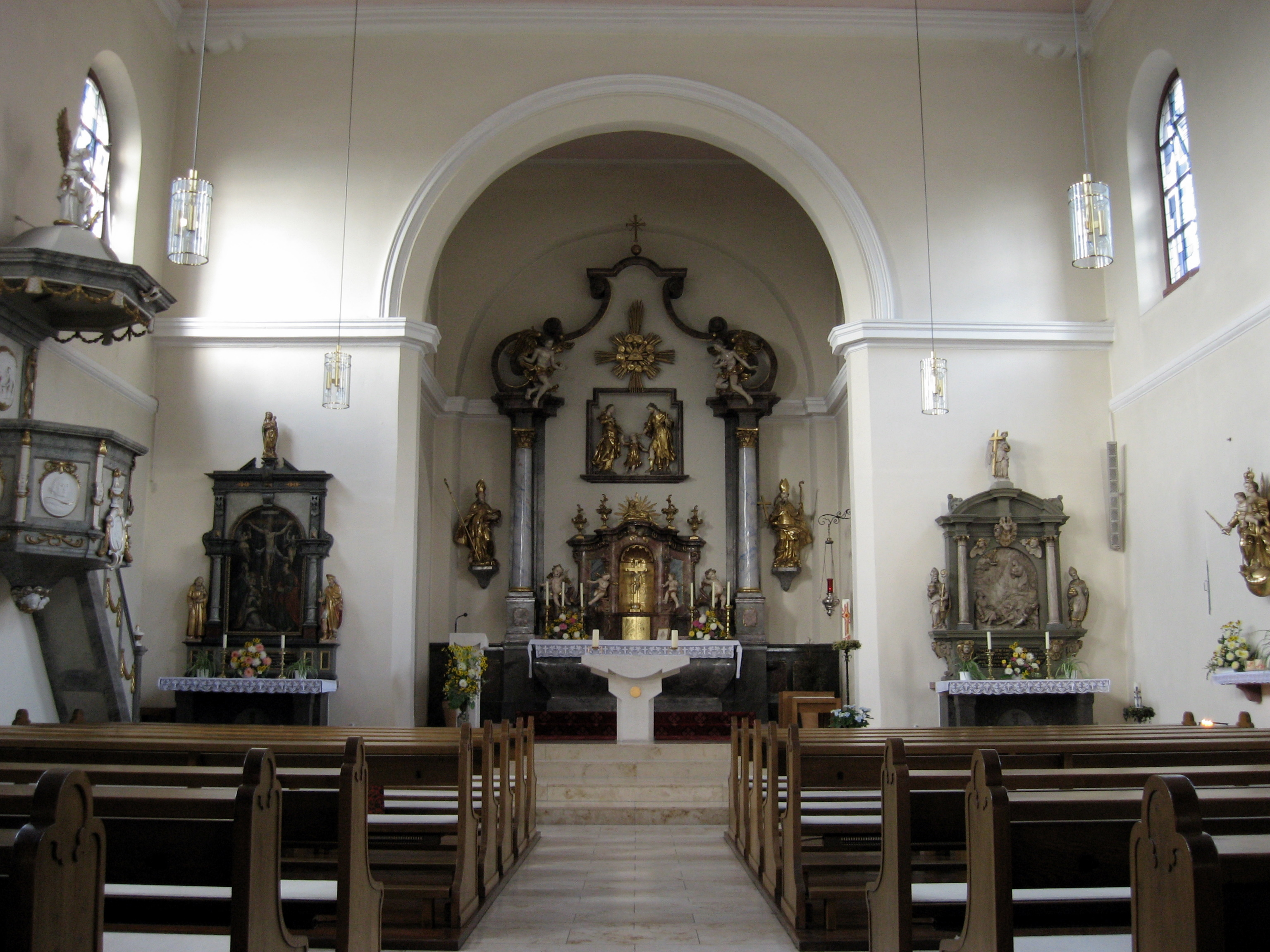
Langhaus mit Blick auf den Chorraum

Die neuromanische Saalkirche im Rundbogenstil wurde 1833 bis 1835 nach einem Entwurf von Johann Gottfried Gutensohn erbaut. Der viergeschossige Kirchturm bildet einen Risalit in der Schmalseite des mit einem Walmdach bedeckten Langhauses, die mit Lisenen an den Ecken und Bogenfriesen gegliedert ist. Das oberste Geschoss des Kirchturms beherbergt die Turmuhr und den Glockenstuhl. Zwischen den Giebeln der Kirchturmwände erhebt sich ein kurzer steinerner Helm. 
Ein Teil der Kirchenausstattung ist älter als das Bauwerk. Der Hochaltar stammt aus der zweiten Hälfte des 18. Jahrhunderts. Auf seinem Altarretabel ist die Heilige Familie dargestellt. Der rechte Seitenaltar enthält ein Relief der Ölberggruppe, geschaffen von Zacharias Juncker dem Älteren. Es stammt aus der Krypta des Würzburger Doms. Die Orgel mit 15 Registern, verteilt auf zwei Manualen und Pedal wurde 1933 als Opus 472 von Willibald Siemann erbaut. Dabei wurde das historische Gehäuse mit einem schmucklosen Anbau an der Rückseite erweitert, um die raumgreifenden Kegelladen unterzubringen.